# Hache d'abordage

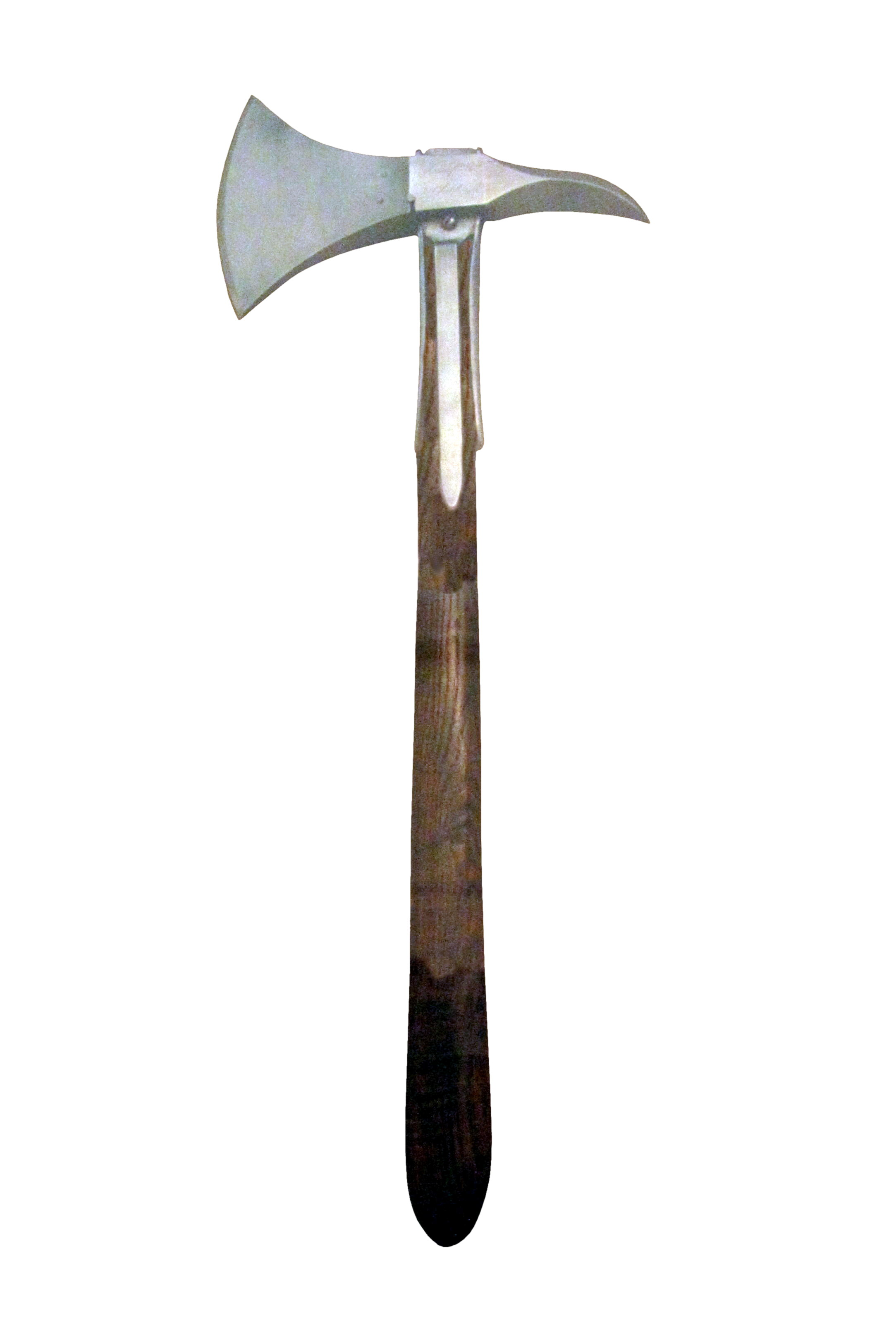
Hache d'abordage ou hache de marine (entre 1833 and 1855).

Une hache d'abordage est une arme blanche offensive en usage dans la marine. Il s'agit d'une hache à manche court servant également à endommager les cordages, mâtures et coques des navires.
Une pointe, à l'opposé du tranchant, facilitait l'escalade des coques des navires comme un piolet.